# Шапел Сен Силпис
Шапел Сен Силпис (фр. Chapelle-Saint-Sulpice) је насељено место у Француској у региону Париски регион, у департману Сена и Марна.
По подацима из 2011. године у општини је живело 220 становника, а густина насељености је износила 34,54 становника/km².

## Демографија
| 1962. | 1968. | 1975. | 1982. | 1990. | 2011. |
| ----- | ----- | ----- | ----- | ----- | ----- |
| 106   | 103   | 109   | 134   | 144   | 220   |